# Сухий Ягорлик
Сухий Ягорли́к — річка в Україні, в межах Подільського і Окнянського районів Одеської області, а також у Молдові (Придністров'я). Ліва притока Дністра (басейн Чорного моря). 

## Опис
Довжина 60 км, площа водозбірного басейну 340 км². Долина V-подібна, завширшки 0,5—1,2 км, завглибшки 40—100м. У верхів'ї чимало ставків. 

## Розташування
Сухий Ягорлик бере початок на півночі села Бочманівка. Протікає в південно-східній частині Подільської височини спершу на південь, далі — на захід, у нижній течії — на північний захід. Найбільш повноводні ділянки річки знаходяться від впадіння до неї притоки Вижни, біля села Гулянка до перетину нею шляху E587 та у понизів'ї. 
Єдина більш-менш значна притока: Вижна (ліва).

## Цікаві факти
- У пониззі річки розташований Заповідник Ягорлик.
- Сухим Ягорликом часто називають Ягорлик, однак це не є вірно, в чому можна переконатись за допомогою топографічних карт. Аби було зрозуміло, про який саме Ягорлик йде мова, інший Ягорлик, також називають Мокрим.
- До створення в 1954—1956 роках Дубоссарського водосховища впадала в ондин з двох (південний) рукавів Ягорлика, біля його впадіння в Дністер. Нині впадає до Гоянської затоки Дубосарського водосховища, як і Ягорлик.